# Елгерсбург
Елгерсбург (њем. Elgersburg) општина је у њемачкој савезној држави Тирингија. Једно је од 44 општинска средишта округа Илм. Према процјени из 2010. у општини је живјело 1.216 становника. Посједује регионалну шифру (AGS) 16070011.

## Географски и демографски подаци
Елгерсбург се налази у савезној држави Тирингија у округу Илм. Општина се налази на надморској висини од 490 метара. Површина општине износи 9,5 km². У самом мјесту је, према процјени из 2010. године, живјело 1.216 становника. Просјечна густина становништва износи 128 становника/km².

## Међународна сарадња
| Мјесто    | Држава               | Врста сарадње | Од    |
| --------- | -------------------- | ------------- | ----- |
| Винкантон | Уједињено Краљевство | контакт       | 2000. |
|           | Француска            | партнерство   | 1994. |
| Белжантје | Француска            | партнерство   | 2006. |
| Извор     |                      |               |       |